# Carbondale, Pennsylvania
Carbondale är en stad (city) i Lackawanna County i Pennsylvania. Vid 2010 års folkräkning hade Carbondale 8 891 invånare.

## Kända personer från Carbondale
- Terrence Pegula, företagsledare